# Lemooria
Lemooria là một chi thực vật có hoa trong họ Cúc (Asteraceae).

## Loài
Chi Lemooria gồm các loài: